# شرکت بهره‌برداری نفت و گاز مارون
شرکت بهره‌برداری نفت و گاز مارون شرکت نفت و گاز ایرانی است، که در زمینه بهره‌برداری، فرآورش و انتقال نفت خام و گاز طبیعی، همچنین تولید میعانات گازی فعالیت می‌کند. شرکت مارون در سال ۱۳۷۹ به‌عنوان یکی از شرکت‌های تابعه شرکت ملی مناطق نفت‌خیز جنوب تأسیس شد. این شرکت عملیات تولید از میدان نفتی مارون، میدان نفتی کوپال و میدان نفتی شادگان را بر عهده دارد.
شرکت نفت و گاز مارون به‌طور متوسط روزانه ۶۱۴ هزار بشکه نفت خام تولید می‌کند که معادل ۴۵۰ هزار بشکه در روز به پالایشگاه اصفهان تحویل داده می‌شود، همچنین ۱۶۴ هزار بشکه، با هدف صادرات به مخازن ذخیره‌سازی شرکت پایانه‌های نفتی ایران ارسال می‌شود. این شرکت روزانه به‌طور میانگین ۵۸۵ میلیون فوت مکعب گاز طبیعی نیز تولید می‌نماید، همچنین ظرفیت تولید میعانات گازی شرکت مارون بالغ بر ۳۴ هزار بشکه در روز می‌باشد. شرکت نفت و گاز مارون مالک ۸ مجتمع بهره‌برداری، ۵ کارخانه نمک‌زدایی، ۸ ایستگاه تقویت فشار گاز و ۲ کارخانه گاز و گازمایع می‌باشد. دفتر مرکزی این شرکت در شهر اهواز قرار دارد.

## تاریخچه
شرکت بهره‌برداری نفت و گاز مارون به‌عنوان یکی از شرکت‌های تابعه شرکت ملی مناطق نفت‌خیز جنوب فعالیت خود را رسماً از ۱ فروردین ۱۳۷۹ از دارایی‌ها، کارخانجات جانبی و تأسیسات شرکت ملی مناطق نفت‌خیز جنوب واقع در سه میدان نفتی مارون، میدان نفتی کوپال و میدان نفتی شادگان، آغاز نمود. مدیران این شرکت در فروردین ۱۳۸۳ ابتدا برای بخشی از تأسیسات شرکت مارون، سپس در مرداد ۱۳۸۵ برای تمامی تجهیزات تحت مدیریت این شرکت، گواهینامه سیستم مدیریت یکپارچه را دریافت نمودند. شرکت نفت و گاز مارون راهبری عملیات تولید، فرآورش و انتقال نفت و گاز، همچنین نگهداری و تعمیرات زیرساخت‌های صنعتی، کارخانجات، تأسیسات جانبی و خطوط لوله را در منطقه جغرافیایی تحت مدیریت این شرکت، بر عهده دارد. شرکت نفت مارون از مجموع ۲۶۴ حلقه چاه تولیدی، در حدود ۶۰۰ هزار بشکه نفت در روز استخراج می‌نماید.
منطقه جغرافیایی تحت پوشش شرکت مارون، از شمال به هفتکل و نفت سفید، (حوزه عملیاتی شرکت نفت و گاز مسجدسلیمان) از شرق و جنوب‌شرقی به رودخانه جراحی و از غرب و جنوب‌غربی به منطقه عملیاتی شرکت نفت و گاز کارون، واقع در ۳۰ کیلومتری شهرستان اهواز، محدود است و با وسعتی بالغ بر ۱٫۳۷۰ کیلومتر مربع، در برگیرنده میدان نفتی مارون، میدان نفتی کوپال و میدان نفتی شادگان می‌باشد.

## تأسیسات
تأسیسات شرکت بهره‌برداری نفت و گاز مارون از ۲۹ مجموعه صنعتی تولید و پالایش فرآورده‌های نفتی، کارخانجات جانبی و شبکه گسترده‌ای از خطوط لوله انتقال نفت و گاز تشکیل می‌شود:
- ۴۰۵ حلقه چاه نفت و گاز تولیدی، تزریقی، اکتشافی
- ۸ مجتمع بهره‌برداری
- ۵ کارخانه نمک‌زدایی
- ۲ پالایشگاه گازمایع
- ۸ ایستگاه تقویت فشار
- ۲ ایستگاه تزریق گاز
- ۱ واحد لخته‌گیر
- ۲ مجتمع تفکیک نفت خام
- ۱ تلمبه‌خانه آب‌رسانی
- ۳٫۰۰۰ کیلومتر خطوط لوله انتقال نفت و گاز[۱۰]

## تولید

### نفت خام
ظرفیت تولید کنونی نفت خام شرکت نفت و گاز مارون با استفاده از مجموع ۴۰۵ حلقه چاه و ۲۶۴ حلقه چاه تولیدی، به‌طور میانگین ۶۱۴ هزار بشکه در روز می‌باشد، که روزانه ۴۵۰ هزار بشکه نفت، به وسیلهٔ خطوط لوله انتقال این شرکت، به پالایشگاه اصفهان تحویل داده می‌شود. به‌طور متوسط روزانه ۱۶۴ هزار بشکه نفت خام تولیدی شرکت مارون نیز با هدف صادرات، از طریق خطوط لوله به جزیره خارک و مخازن ذخیره‌سازی شرکت پایانه‌های نفتی ایران ارسال می‌شود.

### گاز طبیعی
شرکت نفت و گاز مارون در حال حاضر به‌طور میانگین ۵۸۰ میلیون فوت مکعب در روز، گاز طبیعی و گازهای همراه نفت، تولید می‌کند، که روزانه بیش از ۴۷۰ میلیون فوت مکعب از آن، جمع‌آوری و پس از فشار افزایی و جداسازی میعانات گازی، به بخش‌های مختلف عملیاتی ارسال می‌گردد. این شرکت همچنین روزانه در حدود ۹۰ میلیون فوت مکعب گاز طبیعی نیز از لایه گازی میدان نفتی مارون تولید می‌نماید، که ۷۰ میلیون فوت مکعب آن، به‌طور روزانه به ایستگاه تزریق گاز مارون و پالایشگاه گازمایع۴۰۰ ارسال می‌شود.

### میعانات گازی
ظرفیت تولید گاز مایع شرکت نفت و گاز مارون به‌طور میانگین معادل ۲۵ هزار بشکه در روز است، که به‌طور متوسط معادل ۵۰٪ درصد آن، از مخزن گازی میدان مارون استخراج می‌شود. میعانات گازی تولید شده در شرکت مارون، به‌طور روزانه از طریق خطوط لوله، به مجتمع پتروشیمی ماهشهر ارسال می‌گردد.

### نفتا
شرکت نفت و گاز مارون از مخزن گازی خامی میدان نفتی مارون حدود ۷٫۰۰۰ بشکه نفتا در روز تولید می‌نماید، که نفتای تولید شده، توسط خطوط لوله به بندر ماهشهر، جهت صادرات ارسال می‌گردد. هم‌اکنون (۱۳۹۴) با راه‌اندازی سه حلقه چاه دیگر، تولید نفتا در شرکت نفت و گاز مارون افزایش یافته، که با تکمیل این سه پروژه، تولید نفتا در شرکت مارون، به ظرفیت ۲۷ هزار بشکه در روز افزایش خواهد یافت.

## میادین نفت و گاز

### میدان نفتی مارون
میدان نفتی مارون، دومین میدان بزرگ نفتی ایران در شمال‌غربی شهرستان امیدیه، استان خوزستان است، که به طول ۶۷ کیلومتر و عرض ۷ کیلومتر، در حد فاصل کیلومتر ۳۰ تا ۱۱۰ جنوب‌شرقی اهواز مستقر می‌باشد. ظرفیت تولید این میدان در حال حاضر، به‌طور متوسط معادل ۵۲۰ هزار بشکه در روز برآورد می‌شود.
میدان مارون از میادین تحت مدیریت شرکت ملی مناطق نفت‌خیز جنوب است، که در محدوده عملیاتی شرکت بهره‌برداری نفت و گاز مارون قرار دارد و عملیات استخراج آن بر عهده این شرکت می‌باشد. سازندهای تشکیل دهنده میدان نفتی مارون، شامل مخازن نفتی آسماری و بنگستان، همچنین مخزن گاز خامی می‌باشند.

#### مخزن آسماری مارون
مخزن آسماری میدان نفتی مارون یکی از مخازن بسیار بزرگ ایران در فاصله ۴۵ کیلومتری جنوب شرقی شهرستان اهواز واقع و دارای ۶۵ کیلومتر طول و ۷ کیلومتر عرض می‌باشد. این مخزن نفتی به عنوان مخزن اصلی و عمده تحت اختیار شرکت می‌باشد. حفاری اولین چاه در سال ۱۳۴۲ و بهره‌برداری از آن در سال ۱۳۴۵ آغاز و به تدریج تحت تولید افزایش یافت و در سال ۱۳۱۵ از مرز یک میلیون بشکه در روز فراتر رفت. تاکنون تعداد ۳۵۳ حلقه چاه در این مخزن، حفاری و از مجموع ۲۰۰ حلقه چاه فعال، روزانه حدود ۴۱۷ هزار بشکه نفت تولید می‌شود. (در حدود ۵۰ حلقه چاه از کل چاه‌های حفاری شده در این مخزن، در محدوده عملیاتی مارون-۲ متعلق به شرکت بهره‌برداری نفت و گاز آغاجاری می‌باشد) به منظور تثبیت فشار مخزن و جلوگیری از هرز رفت نفت و در نهایت افزایش برداشت نهایی، روزانه حدود ۹۵۰ میلیون فوت مکعب گاز از طریق ایستگاه تزریق گاز مارون به این مخزن تزریق می‌گردد.

#### مخزن بنگستان مارون
مخزن بنگستان میدان نفتی مارون در فاصله ۴۵ کیلومتری جنوب‌شرقی اهواز واقع شده و دارای ۶۳ کیلومتر طول و ۵ کیلومتر عرض می‌باشد. چاه شماره ۱ مخزن بنگستان میدان مارون در سال ۱۳۴۷ حفاری شد و بهره‌برداری از این مخزن، از سال ۱۳۵۲ آغاز گردید. تاکنون ۱۷ حلقه چاه نفت در مخزن بنگستان مارون حفاری شده‌است و ظرفیت تولید نفت خام این مخزن به‌طور متوسط معادل ۱۸٫۵۰۰ بشکه در روز برآورد می‌شود.

#### مخزن خامی مارون
مخزن خامی میدان مارون، یکی از پُر فشارترین مخازن گازی ایران و یکی از عمیق‌ترین مخازن گازی جهان بشمار می‌آید. در سال ۱۳۸۵ نخستین حلقه چاه بر روی مخزن که فشار آن حدود ۱۵ هزار پوند بر اینچ مربع (پام) با حرارت بالای ۳۰۰ درجه فارنهایت و فشار جریانی ۶ هزار پام بود، حفاری و در مدار تولید قرار گرفت. تاکنون ۵ حلقه چاه در این مخزن حفاری شده که از ۳ حلقه چاه فعال آن تولید گاز انجام می‌گردد. بخش مرکزی مخزن در ۶۰ کیلومتری جنوب شرقی اهواز واقع شده و حجم گاز درجای آن معادل ۴۶۲٫۱ تریلیون فوت مکعب و ذخیره قابل برداشت آن ۱۷۹٫۱ تریلیون فوت مکعب برآورد شده‌است.

### میدان نفتی کوپال
میدان نفتی کوپال، از میدان‌های نفتی ایران می‌باشد، که در استان خوزستان در فاصله ۶۰ کیلومتری شمال شرقی اهواز قرار دارد. طول این میدان ۳۹ کیلومتر و عرض آن ۴ کیلومتر است. ظرفیت تولید میدان کوپال به‌طور میانگین در حدود ۹۴ هزار بشکه نفت خام در روز است. از این میدان همچنین روزانه ۲ هزار بشکه میعانات گازی تولید می‌شود.
میدان نفتی کوپال یکی از مخازن نفتی جنوب غرب ایران محسوب می‌شود، که در سال ۱۳۴۴ کشف و در سال ۱۳۵۰ بهره‌برداری از آن آغاز شد. میدان کوپال ۵ میلیارد و ۶۰۰ میلیون بشکه نفت درجای اولیه دارد و تاکنون تعداد ۴۸ حلقه چاه نفت در این میدان حفاری شده‌است، که در حال حاضر از ۳۲ حلقه چاه فعال مجموعاً ۹۴ هزار بشکه در روز نفت تولید می‌شود. این میدان نفتی در حوزه عملیاتی شرکت ملی مناطق نفت‌خیز جنوب قرار دارد، که عملیات استخراج از آن توسط شرکت بهره‌برداری نفت و گاز مارون انجام می‌شود.

#### مخزن آسماری کوپال
تولید نفت از مخزن آسماری میدان نفتی کوپال به میزان ۶۰ هزار بشکه در روز برنامه شده‌است، که با توجه به روند افت فشار مخزن، با هدف تثبیت فشار مخزن با تزریق گاز در کلاهک گازی، ایستگاه تزریق گاز کوپال احداث گردید. طبق برنامه‌های پیش‌بینی شده جهت نیل به دبی نفت برنامه‌ریزی شده، روزانه می‌بایست حدود ۱۵۰ میلیون فوت مکعب گاز در این مخزن تزریق گردد. در حال حاضر تولید نفت از این مخزن با استفاده از ۲۱ حلقه چاه تولیدی فعال در حدود ۵۶ هزار بشکه در روز می‌باشد.

#### مخزن بنگستان کوپال
تولید برنامه شده از مخزن بنگستان میدان نفتی کوپال معادل ۳۵ هزار بشکه در روز برآورد شده‌است، که در حال حاضر تولید نفت با استفاده از ۹ حلقه چاه تولیدی فعال در مخزن بنگستان کوپال، به حدود ۴۱ هزار بشکه در روز افزیش یافته‌است.

### میدان نفتی شادگان
میدان نفتی شادگان با حفر چاه شماره۱ شادگان در سال ۱۳۴۷ کشف شد. این میدان در جنوب غربی شهرستان اهواز واقع شده‌است و دارای ۲۳ کیلومتر طول و ۶ کیلومتر عرض و شامل دو مخزن آسماری و بنگستان می‌باشد. بهره‌برداری از این میدان از سال ۱۳۶۷ آغاز و تاکنون با حفاری ۱۷ حلقه چاه، روزانه حدود ۶۷ هزار بشکه نفت از آن تولید می‌شود.

#### مخزن آسماری شادگان
مخزن آسماری میدان نفتی شادگان از دو لایه تحت عنوان آسماری فوقانی و آسماری تحتانی تشکیل شده‌است. وجود نفت در مخزن آسماری این میدان، با حفر اولین چاه در سال ۱۳۴۷ به اثبات رسید و بهره‌برداری از آن در سال ۱۳۶۷ آغاز شد و هم‌اکنون ۶۲ هزار و پانصد بشکه نفت در روز از مخزن آسماری میدان شادگان تولید می‌شود.

#### مخزن بنگستان شادگان
مخزن بنگستان میدان نفتی شادگان در سال ۱۳۷۵ با حفاری چاه شماره ۴ کشف و در فروردین ۱۳۸۷ بهره‌برداری از این مخزن آغاز شد، که با حفاری چاه‌های شماره ۱۳ و ۱۴ و نصب تسهیلات سر چاهی و احداث خط لوله جریانی، بهره‌برداری از این دو چاه به ترتیب در بهمن و اسفند سال ۱۳۸۷ آغاز و در حال حاضر نیز روزانه ۵ هزار بشکه نفت از این مخزن تولید می‌شود.

## ایستگاه‌های تزریق گاز

### ایستگاه تزریق گاز مارون
به منظور تثبیت فشار مخزن آسماری میدان نفتی مارون و ازدیاد برداشت ثانویه از این مخزن، ایستگاه تزریق گاز مارون طراحی و در سال ۱۳۶۸ توسط شرکت ملی مناطق نفت‌خیز جنوب راه‌اندازی گردید. این ایستگاه دارای ۵ ردیف توربو کمپرسور فشار قوی و فشار ضعیف، با مجموع ظرفیت تزریق ۱٫۴۰۰ میلیون فوت مکعب گاز در روز می‌باشد. در حال حاضر ایستگاه تزریق گاز مارون با استفاده از گازهای دریافتی از میادین آغاز و دالان، همچنین گاز طبیعی استخراج شده از لایه خامی میدان نفتی مارون فعال بوده و روزانه ۹۵۰ میلیون فوت مکعب گاز، با استفاده از ۱۶ حلقه چاه به سازند آسماری میدان نفتی مارون تزریق می‌نماید.

### ایستگاه تزریق گاز کوپال
ایستگاه تزریق گاز کوپال به منظور تثبیت فشار سازند آسماری میدان نفتی کوپال و ازدیاد برداشت ثانویه از این مخزن طراحی گردید. این ایستگاه دارای ۲ ردیف توربو کمپرسور بوده که در مجموع قادر است روزانه ۱۵۰ میلیون فوت مکعب گاز را، پس از فشار افزایی از ۴۴ بار، به ۲۷۴ بار، در ۵ حلقه چاه تزریقی گاز در مخزن آسماری میدان نفتی کوپال تزریق نماید. گاز طبیعی مورد نیاز ایستگاه تزریق گاز کوپال، از طریق خط لوله ۱۶ اینچ به طول ۲۶ کیلومتر، از ذخایر تحویل داده شده به شرکت ملی گاز ایران، تأمین می‌شود.